# Atacul asupra Congresului brazilian din anul 2023
Atacul asupra Congresului brazilian a avut loc pe 8 ianuarie 2023, când susținătorii fostului președinte Jair Bolsonaro au luat cu asalt sediul Congresului, în semn de protest față de victoria lui Lula da Silva la alegerile generale din 2022. Veneziano Vital do Rêgo, președintele interimar al Senatului Federal, a confirmat că protestatarii au intrat în Sala Verde a Camerei Deputaților și au încercat să invadeze Palatul Planalto.

## Context
În timpul alegerilor generale din Brazilia din 2022, la care Jair Bolsonaro și Luiz Inácio Lula da Silva candidau ca principali candidați la președinție, au fost raportate mai multe incidente ale adepților lui Bolsonaro, inclusiv violență politică, folosită ca o modalitate de a intimida alegătorii. După ce Lula a fost declarat câștigător la acele alegeri, sute de susținători ai lui Bolsonaro au blocat drumuri și au campat în fața unor cazărmi militare braziliene cerând o lovitură de stat pentru a-l împiedica pe Lula să preia mandatul la 1 ianuarie 2023.
Protestele șoferilor de camioane și-au pierdut avântul pe 3 noiembrie 2022, dar susținătorii lui Bolsonaro au început să se adune în apropierea unităților Forțelor Armate braziliene. Principalele manifestații au fost înregistrate în orașele São Paulo, Rio de Janeiro, Brasilia, Florianópolis, Recife și Salvador de Bahia. Unii susținători ai lui Bolsonaro au cerut o lovitură de stat.
În urma victoriei electorale a lui Lula la alegerile generale din 2022, pe 12 decembrie au început să fie raportate mai multe episoade de violență în marile orașe braziliene. Pe 23 decembrie, mai multe vehicule au fost incendiate după ce unul dintre protestatari a fost arestat pentru incitare la violență pentru a împiedica învestirea lui Lula. Un suporter al lui Bolsonaro a declarat că a fost încurajat de fostul președinte să provoace un atac pe aeroportul brazilian.

## Evenimente
În dimineața zilei de 7 ianuarie, peste 100 de autobuze din toate părțile Braziliei au sosit în Brasilia, aducând susținători Bolsonaro. Ei s-au alăturat celor 200 de oameni care erau deja cantonați în fața Cartierului General al Armatei, ridicând numărul total la peste 4.000 de persoane.
În după-amiaza zilei de 8 ianuarie, manifestanții au mărșăluit de la Cartierul General al Armatei, unde unii dintre ei au fost campați săptămâni întregi în cursul protestelor, cerând o lovitură de Stat din partea armatei. Guvernul Lula a încercat să evacueze aceste tabere, când nu a fost posibil, a ordonat consolidarea securității. Ministrul Justiției a reiterat, de asemenea, în acea săptămână că taberele vor fi desființate. Protestatarii au străpuns barierele poliției și s-au confruntat cu poliția înarmată cu bastoane, care a tras cu gaze lacrimogene asupra lor. Protestatarii au încercat să intre în Palatul Planalto, sediul puterii executive și al Curții Supreme Federale.
Soldații din armata braziliană au răspuns. Două elicoptere au încercat să disperseze mulțimea.

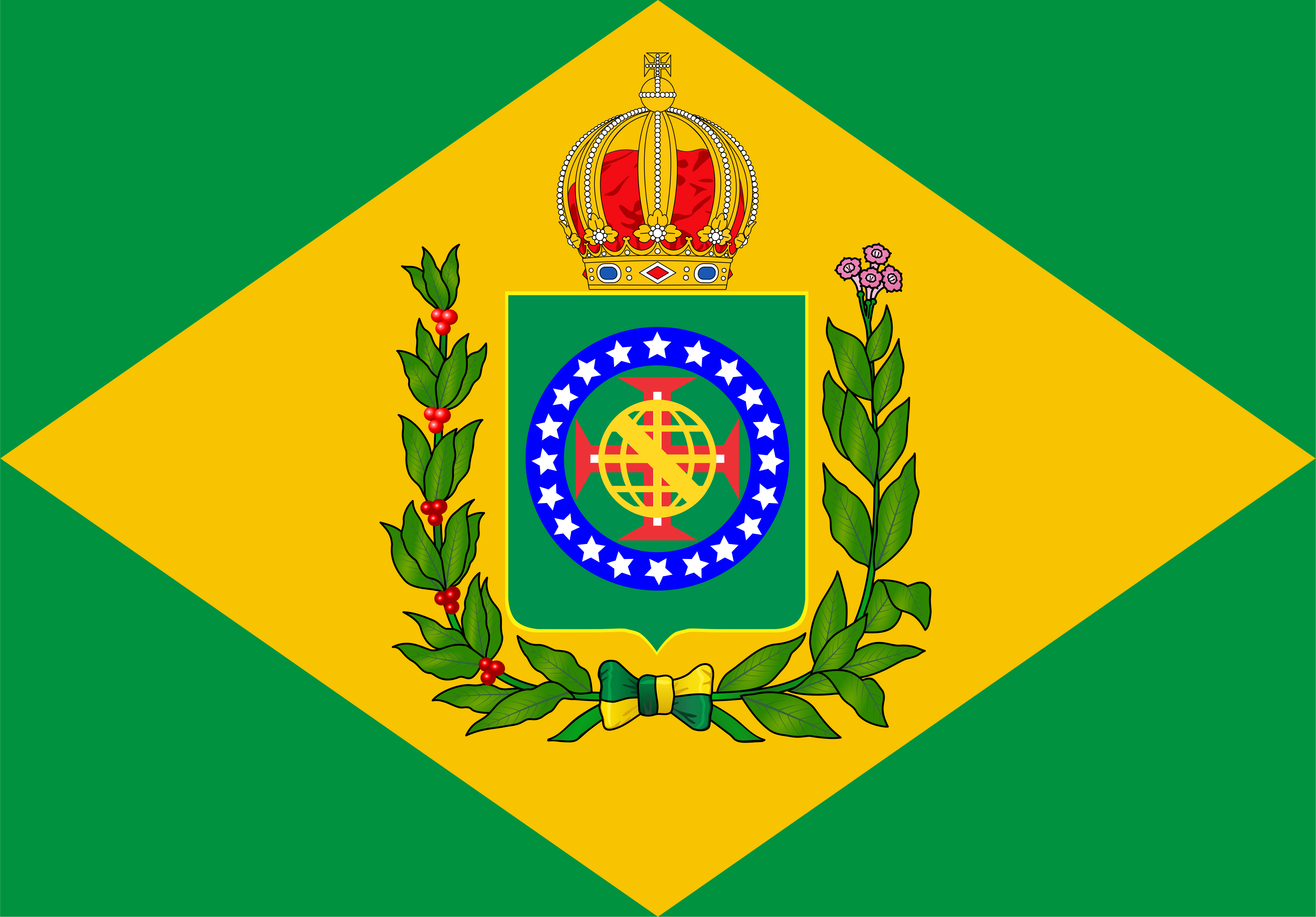
Demonstranții au fost văzuți cu steaguri ale Imperiului Braziliei

La momentul revoltelor, atât Lula da Silva, cât și Bolsonaro nu se aflau în Brasilia; Lula a fost în Araraquara, São Paulo, în timp ce Bolsonaro a fost în Orlando, Florida, Statele Unite.
La ora 18:00 BRT (UTC−03:00), președintele brazilian Luiz Inácio „Lula” da Silva a anunțat că a semnat un decret prin care se autorizează o intervenție federală în Brasilia, care va continua până la sfârșitul lunii.

## Răspuns
Într-o conferință de presă de la Araraquara, președintele Lula da Silva a decretat intervenția federală în Districtul Federal până la 21 ianuarie 2023.